# Подоплелов, Юрий Васильевич
Юрий Васильевич Подоплелов (род. 28 августа 1946, Оршанка, Марийская АССР) — советский и российский тренер по лёгкой атлетике, специалист по спортивной ходьбе. Осуществляет тренерскую деятельность с 1966 года, известен по работе в спортивных организациях города Кемерово, личный тренер ряда титулованных легкоатлетов-ходоков, в том числе олимпийского чемпиона В. Иваненко. Заслуженный тренер СССР (1988).

## Биография
Юрий Подоплелов родился 28 августа 1946 года в селе Оршанка Марийской АССР.
В молодости серьёзно занимался лёгкой атлетикой, выполнил норматив мастера спорта СССР по спортивной ходьбе.
Начиная с 1966 года занимался тренерской деятельностью. В 1973 году окончил Омский государственный институт физической культуры.
В течение многих лет являлся тренером-преподавателем в различных организациях в Кемерово: в Кемеровском совхозе-техникуме, в Кемеровском областном совете добровольного спортивного общества «Урожай», в кемеровской Детско-юношеской спортивной школе № 7. В 1980-е годы в качестве тренера находился в сборной команде СССР по лёгкой атлетике.
За долгие годы тренерской работы подготовил ряд титулованных спортсменов, добившихся больших успехов на всесоюзном и международном уровне в спортивной ходьбе. Среди наиболее известных его воспитанников:
- Вячеслав Иваненко — олимпийский чемпион, бронзовый призёр чемпионата мира, серебряный призёр чемпионата Европы;
- Григорий Корнев — бывший рекордсмен мира в ходьбе на 5000 метров в помещении, участник чемпионата мира.

В 1988 году после победы Иваненко на Олимпийских играх удостоен почётного звания «Заслуженный тренер СССР».
В 1998—1999 годах занимал должность заместителя председателя департамента физической культуры, спорта и туризма Администрации Кемеровской области.